# Go the Gorilla

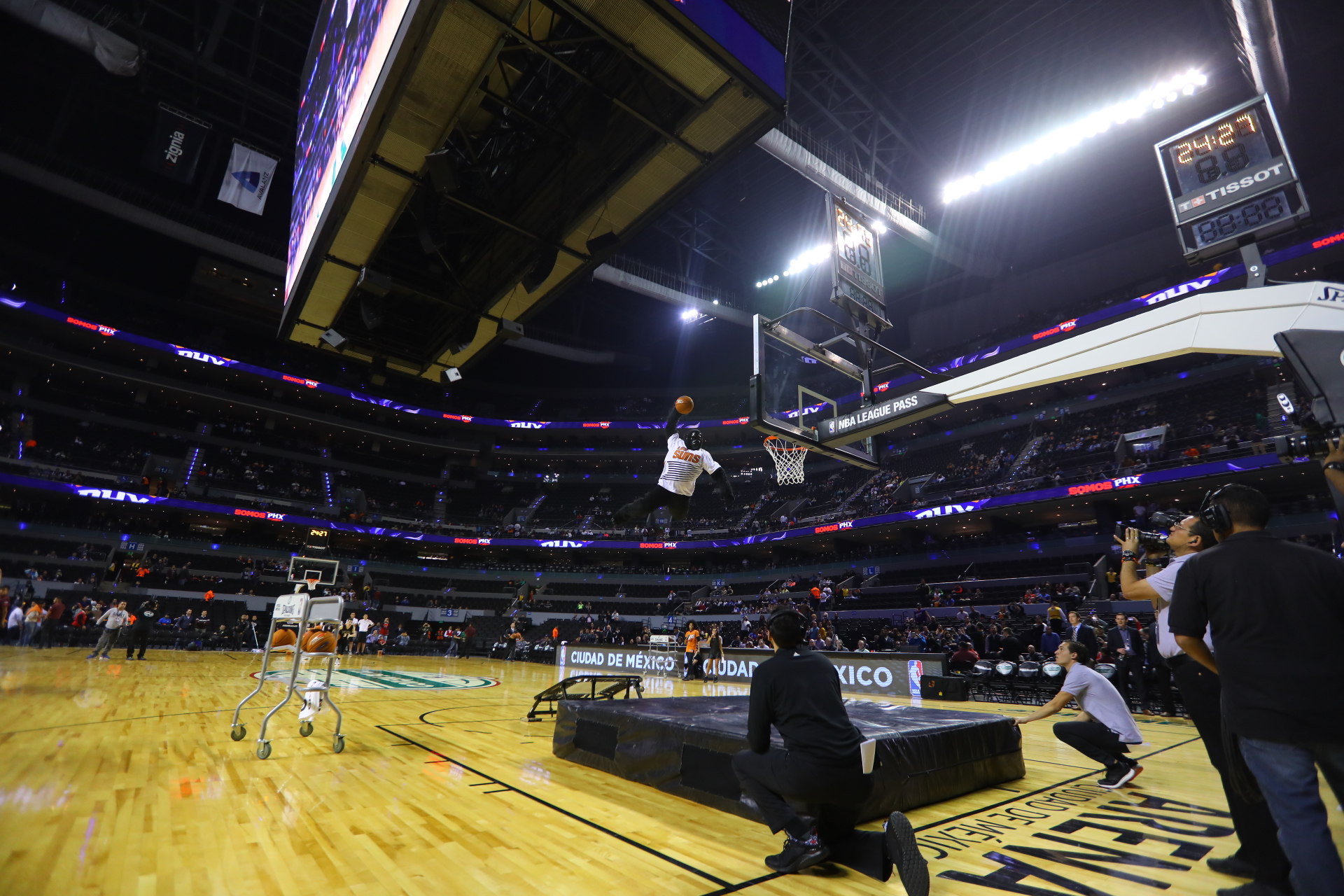
Go the Gorilla wykonuje wsad do kosza (2017)

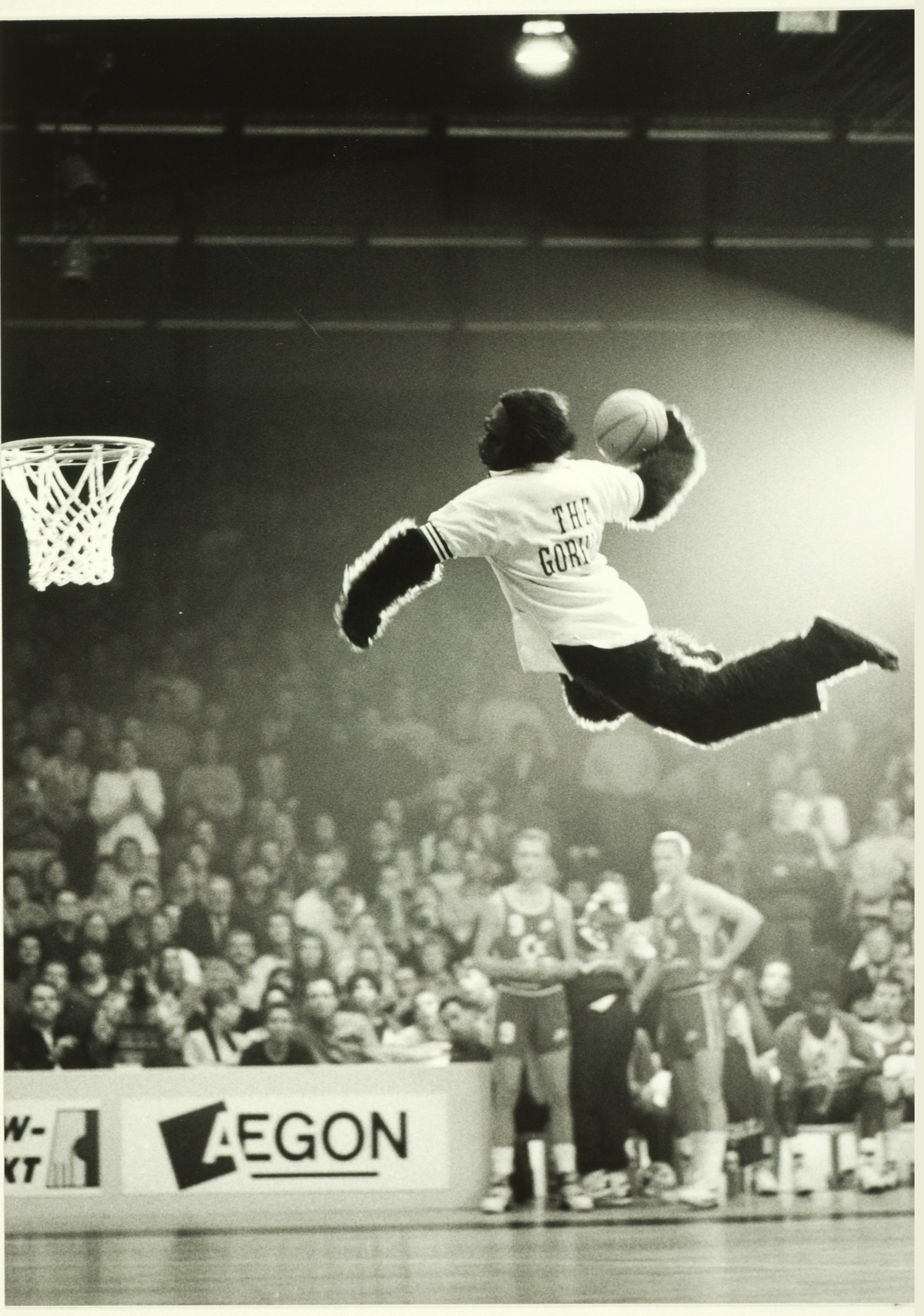
Go the Gorilla wykonuje wsad do kosza (1992)

Go the Gorilla – maskotka drużyny koszykarskiej Phoenix Suns występującej w amerykańsko-kanadyjskiej lidze National Basketball Association (NBA), wprowadzona do Mascot Hall of Fame w roku 2005.

## Historia
Historia maskotki Phoenix Suns zaczęła się od przypadku. W 1980 roku posłaniec Henry Rojas przebrany za goryla przybył w trakcie meczu do Arizona Veterans Memorial Coliseum (poprzedniej siedziby „Słońc”) ze śpiewającym telegramem. W trakcie przerwy między kwartami nieoczekiwanie wbiegł na parkiet i wykonał kilka tańców pod koszem, co tak spodobało się publiczności i władzom klubu że zatrudniono go na stałe – wcześniej drużyna z Arizony nie miała własnej maskotki. Obecnie gorylem Go jest inna osoba. 

## Opis
Goryl Go pojawia się z flagą drużyny na parkiecie w efektowny sposób (często zjeżdżając na linie), wjeżdża na parkiet samochodem lub na motocyklu, strzela z armatki do publiczności, tańczy na parkiecie i tym podobne. Jego znakiem rozpoznawczym są efektowne wsady do kosza wykonywane z rozbiegu po odbiciu się z trampoliny. Oprócz działalności stricte rozrywkowej Go uczestniczy w akcjach charytatywnych, odwiedza szkoły i szpitale.